# Bolla þáttr Bollasonar
Bolla þáttr Bollasonar (”Sagan om Bolle Bollason”), även Bollaþáttr (”Bolles saga”), är en isländsk kortsaga skriven på 1290-talet eller omkring år 1300. Handlingen utspelar sig i Skagafjorden och Eyjafjorden på Nordlandet under perioden 1031–1040. Sagan har skrivits som en slags fortsättning av Laxdœla saga, där den i några handskrifter har tillfogats på slutet som kapitel 79–88. Sagan finns bäst bevarad i Möðruvallabók samt i en avskrift ur Vatnshyrna gjord av Ásgeirr Jónsson.
Sagans huvudperson är Olav påfågels sonson Bolle Bollason, som i sin ungdom for till Miklagård för att göra tjänst i kejsarens väringagarde, men nu är återkommen till Island som välbeställd hövding på gården Tunga.

## Handling
Sagan ger två exempel på den sjätte av de sju dödssynderna: okontrollerad vrede.
1. Torolf sterteman (Þórólfr stertimaðr) på Tuvur (Þúfur) äger en folkilsken tjur, som går lös och anställer skada. Tord på Marböle (Þórðr af Marbœli), vars hustru är fränka till Bolle Bollason, dräper tjuren för att skydda sin egendom, men erbjuder sig att betala tjurens fulla värde. Torolf ansätts dock av stor vrede och hämnas med att dräpa Tords minderårige son då denne är ute och leker. Gossens mor övertalar Bolle att driva dråpsmålet på Hegranästinget, där Torolf blir förklarad fredlös. Bolle tar sedan den fredlöse av daga då denne är på väg att lämna landet.
2. Då Bolle far på gillesgästningar hos andra hövdingar i trakten, tar sällskapet rast vid gården Skeið i Svarvadardalen. Hästarna snappar då åt sig några tappar hö från en stack, vars ägare, bonden Helge, blir ursinnig. Han tillbakavisar både ursäkter och skälig betalning. I stället instämmer han Bolle till tinget för hötappsstöld.
Flera hövdingar försöker medla i denna löjliga sak, vilken dock växer bortom alla rimliga proportioner tills den slutligen kulminerar i ett vapenskifte varvid flera män dödas, bland dem bonden Helge själv. Först då blir det möjligt att göra upp i godo på tinget.

## Historicitet
Sagan, som skrevs cirka 250 år efter att dessa händelser skulle ha timat, är dock ett ohistoriskt påhitt. Författaren är okunnig om verkliga förhållanden på Island vid denna tid. För övrigt var flera av de i sagan agerande hövdingarna inte ens i livet då handlingen utspelas.